# Жільбер Мотьє де Лафаєтт
Жільбер III Мотьє-Фаєттський (фр. Gilbert Motier de La Fayette; 1380 — 22 лютого 1462) — маршал Франції (1420—1422), сеньйор Фаєттський. Учасник Столітньої війни. Представник роду Фаєттського дому. Служив у війську з 1409 року. Відзначився у битвах при Боже (1421), Вернеї (1424), Орлеані і Пате (1429).

## Біографія
Походив з овернського шляхетського роду Фаєттських Мотьє, його старшої гілки. Син сеньйора Вільгельма (Гійома) Мотьє де Лафаєтт та Катерини Брін дю Пескін. Народився 1380 року. Виховувався при дворі герцога Людовика II де Бурбон. У 1400—1401 роках брав участь в військовій кампанії Жана II ле Менгра в Північній Італії. Залишався в Генуї до 1409 року. По поверненню до Франції призначається сенешалем Бурбоне.
1413 року в складі війська Жана I де Бурбона відзначився при захоплені замку Субіз в Сентожі. 1414 року відвоював важливе місто Компьєн в бургіньйонів. За це отримав посаду генерал-лейтенанта в Лангедоку. 1417 року обороняв міста Фалез і Кан в Нормандії. Того ж року призначається лейтенантом і генерал-капітаном в Ліоні і Маконі. На цій посаді 1419 року відбив напад бургундського війська на Ліон. Слідом захопив місто Больє.
У 1420 році стає губернатором Дофіне (до 1425 року). Того ж року оженився на представниці овернського роду Монроньйон. 1421 року відзначився у битві при Боже проти англійців на чолі із Томасом Ланкастером, герцогом Кларенсом.
1423 року помирає його дружина. Того ж року в замку Бутеон одружився вдруге з представницею роду Жуайєзів. Втім 1424 року в битві біля Верней потрапив у полон до англійців. Того ж року викуплений. У 1428—1429 роках брав участь в обороні Орлеану, під час якої стає одним з прибічників Жанни д'Арк. У 1429 році звитяжив у битві під Пате. Невдовзі брав участь в коронації Карла VII в Реймсі. Слідом за цим стає членом Великої ради короля.
1435 року брав участь в Арраському конгресі, за підсумками якого було підписано франко-бургундську угоду. 1439 року стає губернатором Бокера і Німа.
У 1445—1448 роках брав участь в реформуванні французької армії, сприяв систематизації військових посад. Багато зробив для знищення бригандів (найманців). 1449 року був одним з підписантів Руанського договору з Едмундом Бофортом, графом Сомерсет, яким було встановлено англо-французьке перемир'я. Невдовзі його було зірвано, внаслідок чого Лафаєтт невдовзі зайняв Руан.
Залишався членом королівської ради до смерті Карла VII в 1461 році. Помер Жільбер Мотьє де Лафаєтт в 1462 році в своєму замку в Оверні.

## Сім'я
1. Дружина — Дофіна де Монроньйон
дітей не було
2. Дружина — Жанна, донька сеньйора Рандона де Жуайєз
Діти:
- Карл (1425—1486) сеньйор Лафаєтт
- Антуан (1426—1480), сеньйор Ботеон, Вош
- Франсуаза (1427—д/н), дружина Жака Фур'є
- Жан (1430—1490), госпітальєр
- Людовик (1431—д/н), канонік Ліону
- Катерина (1432—1484), друдина Гуго де Шовіньї, барона Блот
- Анна (1434—д/н), дружина Франсуа де Мобека, сеньйора Монлеар
- Жан (1435—д/н)
- Жільбер (1440—1527), сеньйор Сен-Ромен.